# Walther von Lüttwitz
Walther Karl Friedrich Freiherr von Lüttwitz (Bodland, 2. veljače 1859. -  Breslau, 20. rujna 1942.) bio je njemački general i vojni zapovjednik. Tijekom Prvog svjetskog rata zapovijedao je s više divizija, te X. i III. korpusom na Istočnom i Zapadnom bojištu. Poslije rata zapovijedao je jedinicama Reichswehra u Berlinu, te je sudjelovao u Kappovom puču nakon čijeg neuspjeha je morao napustiti Njemačku. 

## Vojna karijera
Walther von Lüttwitz je rođen 2. veljače 1859. u Bodlandu (danas Kluczbork u Poljskoj). U prusku vojsku stupio je 1876. godine. Nakon što je 1890. završio Prusku vojnu akademiju služi u raznim vojnim jedinicama. U rujnu 1904. postaje načelnikom stožera XIV. korpusa smještenog u Karlsruheu, dok u siječnju 1911. dobiva zapovjedništvo unad 39. brigadom smještenom u Hannoveru koju dužnost obavlja do ožujka kada postaje zapovjednikom 2. gardijske brigade. Od listopada 1912. služi u Vrhovnom zapovjedništvu kao zamjenik načelnika stožera. U siječnju 1914. promaknut je u general poručnika, te postaje zapovjednikom 25. pješačke divizije smještene u Darmstadtu.

## Prvi svjetski rat
Na početku Prvog svjetskog rata Lüttwitz postaje načelnik stožera 4. armije koja se nalazila pod zapovjedništvom vojvode Albrechta. S 4. armijom Lüttwitz sudjeluje u Bitci u Ardenima, nakon čega u rujnu 1914. preuzima zapovjedništvo nad 33. pješačkom divizijom koja je držala položaje u Argonni. 
U lipnju 1915. Lüttwitz postaje zapovjednikom 2. gardijske divizije kojom zapovijeda tijekom ofenzive Gorlice-Tarnow. U prosincu 1915. dobiva zapovjedništvo nad X. korpusom s kojim sudjeluje u obrambenim borbama u Champagni. Za zapovijedanje u navedenim borbama 24. kolovoza 1916. odlikovan je ordenom Pour le Mérite. Sa X. korpusom zapovijeda do kolovoza 1916. kada postaje najprije načelnikom stožera 5. armije, da bi nakon formiranja Grupe armija prijestolonasljednika Vilima u listopadu postao načelnikom stožera navedene grupe armija.

U studenom 1916. Lüttwitz dobiva zapovjedništvo nad III. korpusom kojim zapovijeda sve do kraja rata. S III. korpusom koji se nalazio u sastavu 18. armije Lüttwitz sudjeluje u Proljetnoj ofenzivi. Pred kraj rata, u kolovozu 1918., unaprijeđen je u čin generala pješaštva.

## Poslije rata
Nakon završetka rata Lüttwitz postaje vojnim guvernerom Berlina na kojem mjestu suzbija revolucionarna kretanja. Njegove jedinice tako guše ustanak Spartakovaca, te su odgovorne za ustanak njemačkih komunističkih vođa Rose Luxemburg i Karla Liebknechta.
Kao i većina njemačkih generala Lüttwitz se protivio odredbama Versailleskog mirovnog sporazuma posebice odredbama koje su nalagale smanjenje njemačke vojske na 100.000 vojnika i izručenje njemačkih časnika koje su saveznici optužili za ratni zločin. Nakon što su se prema odredbama sporazuma trebale rasformirati paravojne jedinice Freikorpsa u čijem je osnivanju između ostalog i sam sudjelovao, Lüttwitz je od predsjednika Friedricha Eberta i ministra obrane Gustava Noskea zatražio da se program raspuštanja jedinica obustavi. Nakon što su oni zahtjev odbili, Lüttwitz je odlučio djelovati. Jedinice Freikorpsa točnije Mornarička brigada Erhardt je 13. ožujka 1920. umarširala i zauzela Berlin. Njemačka vlada prebjegla je najprije u Dresden, a nakon toga u Stuttgart, te je pozvala njemačke radnike da stupe u generalni štrajk. Generalni štrajk paralizirao je Njemačku, a kako pučisti nisu imali širu podršku vojske, puč je propao. Lüttwitz koji je u pučističkoj vladi bio ministar obrane, morao je 17. ožujka 1920. pobjeći iz Njemačke, te je prebjegao najprije u Švedsku, a nakon toga u Mađarsku. U Njemačku se vratio nakon 1925. nakon što je proglašena amnestija, ali se više nije aktivno bavio politikom, iako je podržavao dolazak nacista na vlast.
Walther von Lüttwitz preminuo je 20. rujna 1942. godine u 83. godini života u Breslau.

## Vanjske poveznice
(eng.) Walther von Lüttwitz na stranici Prussianmachine.com

(njem.) Walther von Lüttwitz na stranici Deutschland14-18.de  Arhivirana inačica izvorne stranice od 29. srpnja 2014. (Wayback Machine)